# 哈耳庇厄圣母
《哈耳庇厄圣母》（意大利语： Madonna delle Arpie ）是文艺复兴盛期 佛罗伦萨画家安德烈亚·德尔·萨尔托创作的一幅木板油画祭坛画。这幅画订制于 1515 年，1517 年画家在基座上签上姓名和日期，现藏于佛罗伦萨的乌菲兹美术馆。这幅画受到乔尔乔·瓦萨里的称赞，称为艺术家最著名的作品。
画中的圣母所站得基座上有浮雕的鹰身女妖，这幅画因此得名，也代表圣母具有践踏邪恶的力量。 